# Terza Divisione Abruzzo 1930-1931
La Terza Divisione 1930-1931 è stato il V ed ultimo livello del XXXI campionato italiano di calcio, il secondo a carattere regionale.
La gestione di questo campionato era affidata ai Direttori Regionali, che li organizzavano autonomamente, con la possibilità di ripartire le squadre su più gironi tenendo in alta considerazione le distanze chilometriche, le strade di principale comunicazione e i mezzi di trasporto dell'epoca. Questo è il campionato degli Abruzzi.
Questo è il campionato gestito dal Direttorio Regionale Abruzzese avente sede a Chieti.

## Girone unico

### Squadre partecipanti
| Squadra                          | Città                     | Stagione precedente |
| -------------------------------- | ------------------------- | ------------------- |
| Abruzzo (B = riserve, squadra A) | Pescara                   |                     |
| Abruzzo (B = riserve, squadra B) | Pescara                   |                     |
| G.S.F. Duilio D'Autilio          | Lanciano (CH)             |                     |
| G.U.F.                           | Aquila degli Abruzzi      |                     |
| U.S. Pro Italia                  | Pratola Peligna (AQ)      |                     |
| Fascio Sportivo Rosetano         | Roseto degli Abruzzi (TE) |                     |
| U.S. Sulmona                     | Sulmona (AQ)              |                     |
| U.S. Vittorio Pomilio            | Francavilla al Mare (CH)  |                     |

#### Classifica
|  | Pos. | Squadra               | Pt | G  | V  | N | P | GF | GS | DR  |
|  | ---- | --------------------- | -- | -- | -- | - | - | -- | -- | --- |
|  | 1.   | FS Rosetano           | 24 | 13 | 11 | 2 | 0 | 26 | 7  | +19 |
|  | 2.   | Abruzzo A             | 20 | 13 | 9  | 2 | 2 | 28 | 12 | +16 |
|  | 3.   | Pro Italia Pratola    | 12 | 13 | 5  | 2 | 6 | 23 | 18 | +5  |
|  | 3.   | Duilio D'Autilio      | 12 | 13 | 5  | 2 | 6 | 22 | 31 | -9  |
|  | 4.   | Abruzzo B             | 10 | 13 | 4  | 2 | 7 | 19 | 25 | -6  |
|  | 6.   | GUF Aquila            | 9  | 13 | 4  | 1 | 8 | 19 | 27 | -8  |
|  | 7.   | Sulmona               | 9  | 13 | 3  | 3 | 7 | 18 | 23 | -5  |
|  | 8.   | Vittorio Pomilio (-1) | 6  | 13 | 1  | 6 | 6 | 12 | 24 | -12 |

Legenda:
      Promosso in Seconda Divisione 1931-1932.
Regolamento:
Due punti a vittoria, uno a pareggio, zero a sconfitta.
Pari merito in caso di pari punti se non in zona promozione/finali.
Note:
Vittorio Pomilio ha scontato 1 punto di penalizzazione in classifica per una rinuncia.
Sono ignoti i risultati dell'ultima giornata a causa dell'assenza di comunicati del direttorio regionale.

### Giornali
- Il Littoriale, quotidiano sportivo consultabile presso l'Emeroteca del CONI e le Biblioteche Universitarie di Pavia, Modena e Padova più la Biblioteca Nazionale Centrale di Firenze.
- Gazzetta dello Sport, stagione 1930-31, consultabile presso le Biblioteche:
  - Biblioteca Civica di Torino;
  - Biblioteca Nazionale Braidense di Milano,
  - Biblioteca Civica Berio di Genova,
  - Biblioteca Nazionale Centrale di Firenze,
  - Biblioteca Nazionale Centrale di Roma.

### Libri
- Luigi Saverio Bertazzoni, Annuario Italiano del Giuoco del Calcio - Volume III (1929-30 e 1930-31), F.I.G.C. - Bologna, edito a Modena. Il volume è conservato presso:
  - Biblioteca Nazionale Centrale di Firenze;
  - Biblioteca Universitaria Estense di Modena.